# (Noem me) Oud verdriet
(Noem me) Oud verdriet is een nummer van het Nederlandse cabaret- en zangduo Acda en De Munnik uit 2004. Het is de tweede en laatste single van hun vijfde studioalbum Liedjes van Lenny.
"(Noem me) Oud verdriet" werd een bescheiden succesje in Nederland. Het nummer, met poëtische tekst, wist de Nederlandse Top 40 of Tipparade niet te halen, wel kwam het tot de 67e positie in de Single Top 100.